# Novigrad (Condado de Zadar)
Novigrad é um município (Općina) da Croácia localizado no condado de Zadar.